# Неповна зайнятість
Неповна зайнятість або часткове безробіття — вимушене тимчасове скорочення нормальної або встановленої законодавством тривалості робочого часу, перерва в одержанні заробітку або скорочення його розміру через тимчасове припинення виробництва без припинення трудових відносин з причин економічного, технологічного, структурного характеру.
Закон України «Про зайнятість населення» розділяє ці поняття:
1. Неповна зайнятість — зайнятість працівника на умовах робочого часу, що менший від норми часу, передбаченої законодавством, і може встановлюватися за договором між працівником і роботодавцем з оплатою праці пропорційно відпрацьованому часу або залежно від виробітку;
2. Часткове безробіття — вимушене тимчасове скорочення передбаченої законодавством тривалості робочого часу у зв'язку із зупиненням (скороченням) виробництва продукції з причин економічного, технологічного і структурного характеру без припинення трудових відносин[1].

Крім того, часткова зайнятість — це добровільна неповна зайнятість.